# Sulby (rivière)
Pour les articles homonymes, voir Sulby.
La Sulby est un fleuve côtier et l’un des plus longs cours d’eau sur l’île de Man.

## Géographie
Son cours total est de 18 km vers le nord-est;

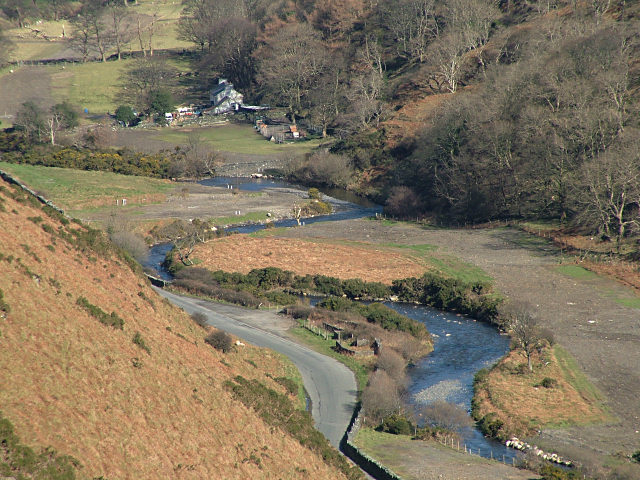
La vallée de la Sulby près de l'Ohio Plantation

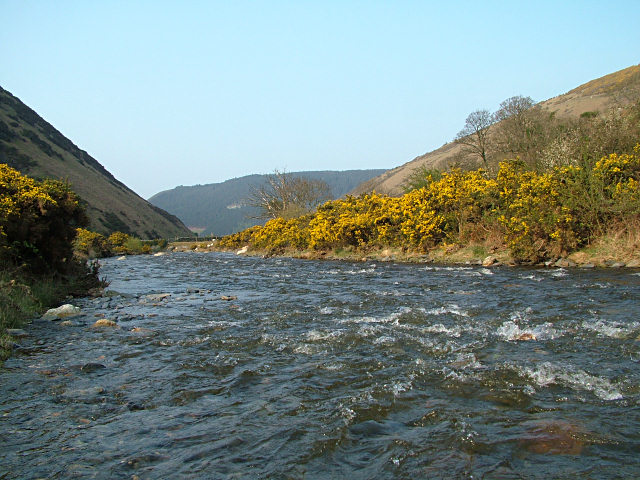
La vallée de la Sulby près de la Slieu Managh Plantation

La Sulby passe à proximité du bourg de Sulby, rattaché à la paroisse de Lezayre, du sheading de Ayre.
Elle rejoint la côte à Ramsey.

## Réservoir de la Sulby
Près de sa source, la Sulby alimente le Sulby Reservoir, un lac artificiel réalisé en 1982, s'étendant sur 62 ha et d'une profondeur maximale de 60 m, dont la contenance est estimée à près de 4 000 millions de litres.
Le lac est à proximité du point culminant de l’île, le Snaefell.